# Fawela

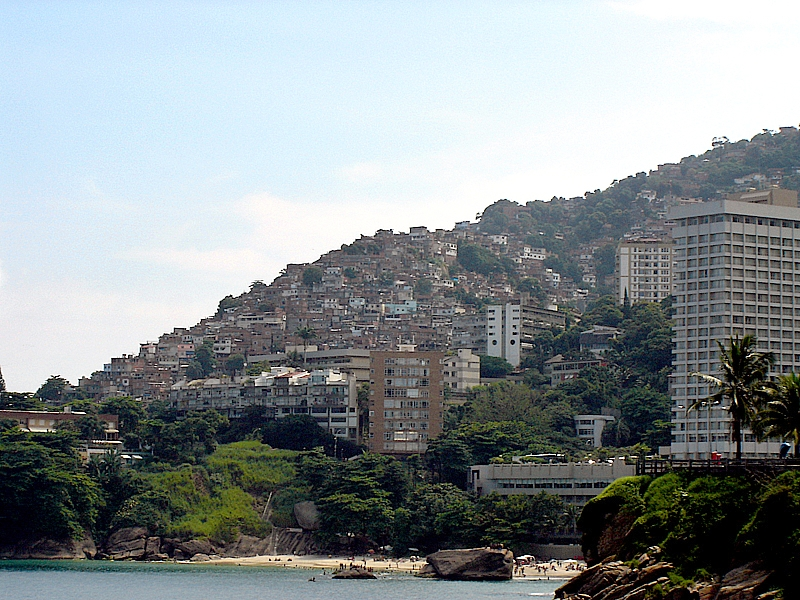
Fawele w Rio de Janeiro

Fawela (port. favela) – ogólna nazwa dzielnic nędzy w Brazylii. 
Fawele tworzą się wokół centrów miast. Domy zbudowane są z najtańszych materiałów (często odzyskanych z innych domów i ze śmietnisk: tektury, dykty, blachy, desek itp.). Szacuje się, że żyje w nich około 6% ludności Brazylii.

## Nazwa
Termin pochodzi od nazwy rośliny rosnącej na wzgórzach wokół Rio de Janeiro, ówczesnej stolicy Brazylii, gdzie w 1890 roku osiedlili się żołnierze, ale za pierwszą fawelę przystającą do powyższej definicji uważa się „osadę” założoną w listopadzie 1897 roku przez 20 tys. weteranów pozostawionych bez środków do życia. Jeszcze przed powstaniem pierwszej faveli, ubodzy obywatele byli wypychani z miasta i zmuszani do zamieszkiwania na odległych przedmieściach.

## Historia

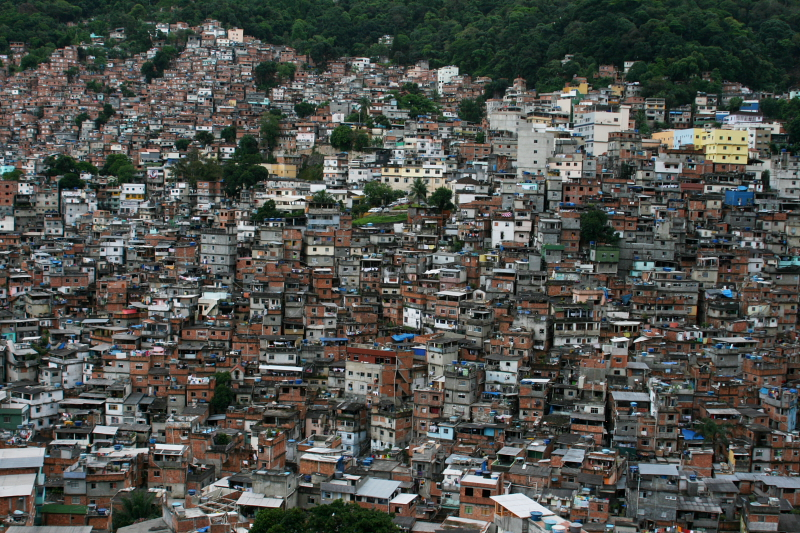
Rocinha, największa fawela Rio de Janeiro, z populacją ok. 250 tys. osób

Termin favela pochodzi z końca XIX wieku. W tamtym czasie żołnierze, którzy wrócili z wojny w Canudos, w północno-wschodnim stanie Bahia, zostali sprowadzeni do Rio de Janeiro i pozostawieni bez miejsca do zamieszkania. Kiedy służyli w Bahii, ci żołnierze znali Morro da Favela („Wzgórze Favela”) w Canudos – nazwę odnoszącą się do favela, drażniącego skórę drzewa z rodziny wilczomleczowatych (Cnidoscolus quercifolius) występującego w Bahii. Gdy osiedlili się na wzgórzu Providência w Rio de Janeiro, nazwali to miejsce Wzgórzem Favela.
Favele powstały przed gęstym zaludnieniem miast i dominacją interesów nieruchomościowych. Po zakończeniu niewolnictwa i wzmożonej urbanizacji brazylijskich miast, wielu ludzi z brazylijskiej wsi przeniosło się do Rio. Ci nowi migranci szukali pracy w mieście, ale z niewielką ilością pieniędzy lub bez nich, nie mogli sobie pozwolić na miejskie mieszkania.
W latach 50. favele rozrosły się do tego stopnia, że zaczęto je postrzegać jako problem całego społeczeństwa. W tym samym czasie termin favela przeszedł pierwszą instytucjonalizację, stając się lokalną kategorią dla osiedli miejskiej biedoty na wzgórzach. Jednak dopiero w 1937 roku favela rzeczywiście znalazła się w centrum uwagi publicznej, kiedy to Kodeks Budowlany (Código de Obras) po raz pierwszy uznał ich istnienie w oficjalnym dokumencie, co oznaczało początek wyraźnej polityki wobec favel. Kryzys mieszkaniowy lat 40. zmusił miejską biedotę do wznoszenia setek slumsów na przedmieściach, gdy favele zastąpiły kamienice jako główny typ zamieszkania dla najbiedniejszych mieszkańców Rio (Cariocas). Okres gwałtownego wzrostu liczby favel przypada na lata 40., kiedy to napędzana przez Getúlio Vargasa industrializacja przyciągnęła setki tysięcy migrantów do dawnego Dystryktu Federalnego, oraz na lata 70., kiedy slumsy zaczęły się rozrastać poza granice miejskie Rio i na peryferia metropolii
Urbanizacja w latach 50. wywołała masową migrację ze wsi do miast w całej Brazylii przez osoby, które liczyły na skorzystanie z możliwości ekonomicznych, jakie oferowało życie miejskie. Ci, którzy przenieśli się do Rio de Janeiro, wybrali niefortunny moment. Zmiana stolicy Brazylii z Rio na Brasílię w 1960 roku oznaczała powolny, ale stały upadek tego miasta, ponieważ przemysł i możliwości zatrudnienia zaczęły się kurczyć. Nie mogąc znaleźć pracy, a tym samym nie mogąc pozwolić sobie na mieszkanie w granicach miasta, nowi migranci pozostali w favelach. Pomimo bliskości do miejskiego Rio de Janeiro, miasto nie zapewniało favelom dostępu do kanalizacji, elektryczności ani innych usług. Wkrótce zaczęto je kojarzyć z ekstremalnym ubóstwem i były one uważane za problem przez wielu obywateli i polityków w Rio.
W latach 70. brazylijska dyktatura wojskowa zapoczątkowała politykę likwidacji favel, która zmusiła do przesiedlenia setki tysięcy mieszkańców. Za rządów Carlosa Lacerdy wielu z nich przeniesiono do publicznych projektów mieszkaniowych, takich jak Cidade de Deus („Miasto Boga”), które później stało się znane dzięki popularnemu filmowi o tym samym tytule. Słabe planowanie publiczne i niewystarczające inwestycje ze strony rządu doprowadziły do przekształcenia tych projektów w nowe favele. Do lat 80. obawy związane z eksmisjami i likwidacją favel zaczęły ustępować miejsca przemocy związanej z rozwijającym się handlem narkotykami. Zmieniające się szlaki produkcji i konsumpcji sprawiły, że Rio de Janeiro stało się punktem tranzytowym dla kokainy przeznaczonej na rynek europejski. Chociaż handel narkotykami przynosił pieniądze, towarzyszył mu także wzrost handlu bronią oraz walka gangów o dominację.
Chociaż niektóre favele w Rio są nadal zasadniczo rządzone przez zorganizowane grupy przestępcze, takie jak handlarze narkotyków, lub przez grupy przestępcze zwane milícias (brazylijskie milicje policyjne), wszystkie favele w strefie południowej Rio oraz kluczowe favele w strefie północnej są teraz zarządzane przez Jednostki Policji Pacyfikacyjnej, znane jako UPP (Unidade de Polícia Pacificadora). Chociaż handel narkotykami, sporadyczne strzelaniny i resztki kontroli ze strony narkotykowych bossów nadal występują w niektórych obszarach, liderzy polityczni Rio podkreślają, że UPP stanowi nowy paradygmat po dekadach braku obecności rządu w tych rejonach.
Większość obecnych favel znacznie się rozrosła w latach 70., kiedy boom budowlany w zamożniejszych dzielnicach Rio de Janeiro wywołał exodus pracowników z biedniejszych regionów Brazylii. Od tego czasu favele powstawały na różnych warunkach, ale z podobnymi rezultatami.
Społeczności w favelach tworzą się z czasem i często rozwijają różnorodne organizacje społeczne i religijne oraz zakładają stowarzyszenia w celu uzyskania takich usług jak bieżąca woda i elektryczność. Czasami mieszkańcom udaje się zdobyć prawo własności do ziemi, co umożliwia im poprawę warunków mieszkaniowych. Z powodu przeludnienia, niehigienicznych warunków, złego odżywiania i zanieczyszczeń, w biedniejszych favelach powszechne są choroby, a wskaźniki śmiertelności niemowląt są wysokie. Dodatkowo favele położone na zboczach wzgórz są często narażone na ryzyko powodzi i osunięć ziemi.

## Fawela w kulturze
- W książce Miasto Boga wychowany na terenie faweli Cidade de Deus Paulo Lins opisuje życie młodych chłopców żyjących właśnie na terenie owej dzielnicy.  Na podstawie książki powstał także film o tym samym tytule.
- Film z 1959 roku „Czarny Orfeusz” (Black Orpheus) rozgrywa się w nieokreślonej faveli w Rio de Janeiro.
- Powieść z 1984 roku „Carioca Fletch” (część serii Fletch autorstwa Gregory'ego Mcdonalda) ma miejsce w faveli.
- W teledysku z 1995 roku do piosenki They Don't Care About Us z albumu HIStory: Past, Present and Future Book I, Michael Jackson wyraźnie pokazuje fawelę.
- W grze wideo z 2002 roku Jet Set Radio Future niektóre lokalizacje są stylizowane na faweli, szczególnie Rokkaku-dai Heights i Kibogaoka Hill.
- Film z 2002 roku „Miasto Boga” rozgrywa się w faveli Cidade de Deus w Rio de Janeiro, od końca lat 60. do początku lat 80.
- Tematem filmu Antônia (2006) jest życie w favelach i ucieczka z tego środowiska.
- Film z 2007 roku Tropa de Elite jest pół-fabularną relacją o BOPE (Batalhão de Operações Policiais Especiais), specjalnej jednostce policji wojskowej Rio de Janeiro, z główną akcją rozgrywającą się w favelach Rio. Film doczekał się kontynuacji, Tropa de Elite 2 w 2010 roku.
- Seria anime z 2008 roku Michiko & Hatchin rozgrywa się w Ameryce Południowej, w tym w Brazylii, i przedstawia favele.
- Film z 2008 roku Niesamowity Hulk (The Incredible Hulk) zawiera ujęcia nakręcone w Rocinha.
- Favela pojawia się w serii gier Call of Duty w grze z 2009 roku Call of Duty: Modern Warfare 2. Występuje w misjach „Takedown” i „The Hornet's Nest” oraz na mapie do trybu wieloosobowego; mapa ta pojawia się ponownie w DLC „Invasion” do Call of Duty: Ghosts z 2014 roku.
- Film z 2011 roku Szybcy i wściekli 5 (Fast Five) przedstawia postacie mieszkające w favelach Rio po ucieczce przed amerykańskimi siłami. Większość filmu kręcono w Portoryko, a tylko kilka scen w Rio.
- Drugi poziom gry wideo z 2011 roku F.E.A.R. 3 rozgrywa się w faveli, gdzie główny bohater musi uciec przed ścigającymi go siłami wroga.
- Film z 2011 roku Rio przedstawia niektóre sceny w faweli. Pokazuje głównych bohaterów (Blu i Jewel) porwanych do nielegalnego handlu dzikimi zwierzętami i przetrzymywanych głęboko w jednej z wielu domów w favelach Rio.
- W grze wideo z 2012 roku Papo & Yo akcja rozgrywa się w nieokreślonej brazylijskiej faweli, którą gracz musi przemierzać.
- W grze wideo z 2012 roku Max Payne 3 niektóre poziomy mają miejsce w favelach São Paulo, a duża część gry rozgrywa się w Brazylii.
- W teledysku do piosenki z 2012 roku Let's Go autorstwa Calvina Harrisa z Ne-Yo, chłopiec budzi się w faveli w Rio.
- Favela pojawia się jako mapa scenariusza bombowego w grze Counter-Strike.
- W grze wideo z 2015 roku Tom Clancy's Rainbow Six Siege DLC Operation Skull Rain zawiera dwóch brazylijskich operatorów i mapę przedstawiającą brazylijską favela.
- Seria oryginalna Netflixa z 2016 roku 3% to brazylijski dystopijny thriller osadzony w fikcyjnej faveli, kręcony w São Paulo.
- Seria oryginalna Netflixa z 2019 roku Sintonia głównie rozgrywa się w faveli w São Paulo.